# Tika Bravani
 (juin 2023).
 (juillet 2023).
Ratu Tika Bravani, née le 17 février 1990 à Denpasar, est une actrice indonésienne.

## Biographie
Ratu Tika Bravani est né à Denpasar, Bali de Bantenese père nommé Tubagus Zubir Ramadhan et Minangkabau mère nommée Kemalia Dewi. Le prénom Ratu est le titre noble bantenais qui est épinglé aux descendantes du premier sultan de Banten, Maulana Hasanuddin de Banten dérivé patrilinéairement du père qui a un prénom Tubagus comme titre noble.
Depuis l'âge de seize ans, Bravani s'était séparée de son père car ses parents avaient divorcé et elle avait choisi de vivre avec sa mère, Kemalia Dewi. Le 30 juillet 2014, la mère de Bravani est décédée le quatrième jour de l'Aïd al-Fitr. Dewi est malade depuis un an et a été soignée pendant neuf mois à l'hôpital pour un cancer du col de l'utérus. Pour Bravani, sa mère était une personne formidable et dure, et elle ne se plaignait jamais même si elle avait des problèmes. Avant de mourir, Dewi a dit à Bravani de se marier bientôt.